# فرانسیس سالیوان
فرانسیس سالیوان (انگلیسی: Francis Sullivan; ۷ ژوئیهٔ ۱۹۱۷ – ۵ ژانویهٔ ۲۰۰۷) بازیکن هاکی روی یخ اهل کانادا بود.